# Amis et Famille
Amis et Famille est le deuxième épisode de la vingt-huitième saison de la série télévisée Les Simpson et le 598e épisode de la série. Il est sorti en première sur le réseau Fox le 2 octobre 2016.

## Synopsis
Burns rend visite à son psychiatre qui décède après dix-sept ans de bons et loyaux services. Se rendant compte qu'il n'a ni ami, ni famille, Burns achète une invention qui appartenait au Professeur Frink. Il va donc recréer une réalité virtuelle qui lui permettra de posséder tout ce qu'il n'avait pas. Il embauche Marge et les enfants pour jouer le rôle de ses proches alors que de son côté, Homer va rencontrer sa nouvelle voisine, Julia.

## Réception
Lors de sa première diffusion l'épisode a attiré 6 millions de téléspectateurs.